# 송양나무과
송양나무과(松楊--科, 학명: Ehretiaceae 에흐레티아케아이[*])는 지치목의 과이다. 과거에는 지치과 아래의 송양나무아과(Ehretioideae)로 분류하기도 했으나, 지치목 워킹 그룹(Boraginales Working Group)의 2016년 분류에서는 분자계통학적 근거에 따라 별개의 과로 재분류했다.

## 하위 분류
- 송양나무속(Ehretia P.Browne)
- Bourreria P.Browne
- Halgania Gaudich.
- Lepidocordia Ducke
- Rochefortia Sw.
- Rotula Lour.
- Tiquilia Pers.